# Papilio pericles
Papilio pericles là một loài bướm thuộc họ Papilionidae. Nó được tìm thấy ở Philippines và Malaysia to Indonesia (Sumatra, Java, Borneo and Celebes).
Sải cánh dài 70–90 mm.

## Hình ảnh

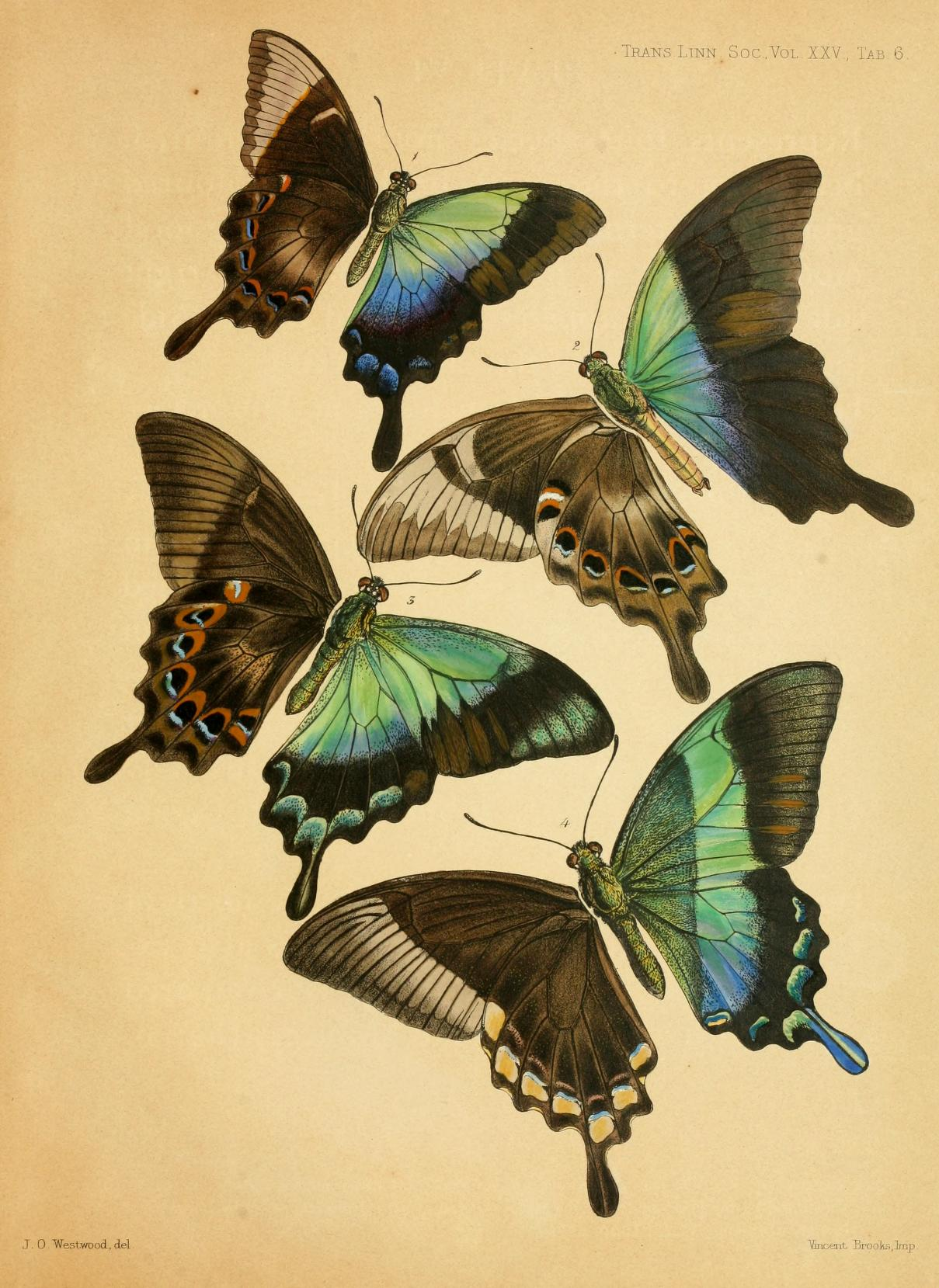